# غوردون أبلباي
غوردون أبلباي (بالإنجليزية: Gordon Appleby)‏ هو لاعب كرة قدم أمريكية أمريكي، ولد في 4 يونيو 1923 في ماسيلون في الولايات المتحدة، وتوفي في 28 يناير 2011.